# 柯氏鋸尾鯊
柯氏鋸尾鯊（學名：Galeus corriganae），又稱柯氏蜥鯊，為軟骨魚綱真鯊目猫鲨科鋸尾鯊屬的一個種，分布於中西太平洋巴布亞紐幾內亞海域，深度500至742公尺，本魚體修長，頭部寬闊，鼻子中等長度且尖，大眼睛呈水平橢圓形，有瞬膜，下方沒有突出的脊。每隻眼睛後面都有一個氣孔。鼻孔很大，部分被前三角形皮膚瓣覆蓋。嘴巴寬而彎曲，嘴角周圍有相當長的皺紋。兩背鰭大小形狀相似，頂端鈍，第一個背鰭起源於腹鰭基部的中點，而第二個背鰭則起源於臀鰭基部的中點，胸鰭大而寬，上尾鰭的細齒脊增大，起源於腹側尾葉起點之前；尾下嵴缺少，胸鰭前緣顏色黑色，背鰭的前半部幾乎完全是黑色，體長可達37.2公分，棲息在大陸坡，屬肉食性，卵生，生活習性不明。